# ضاحية قارا
قارا هي إحدى قرى مدينة سكاكا في منطقة الجوف في المملكة العربية السعودية. كانت القرية منفصلة عن سكاكا المدينة لكنها أصبحت جزءاً منها بسبب النمو العمراني.

## المعالم والمنتزهات
- جبل قدير الأثري والذي نقشت على صخوره العديد من النقوش الثمودية والكتابات الإسلامية.
- منتزه جبل قارا.